# Berkeley Square (plats)

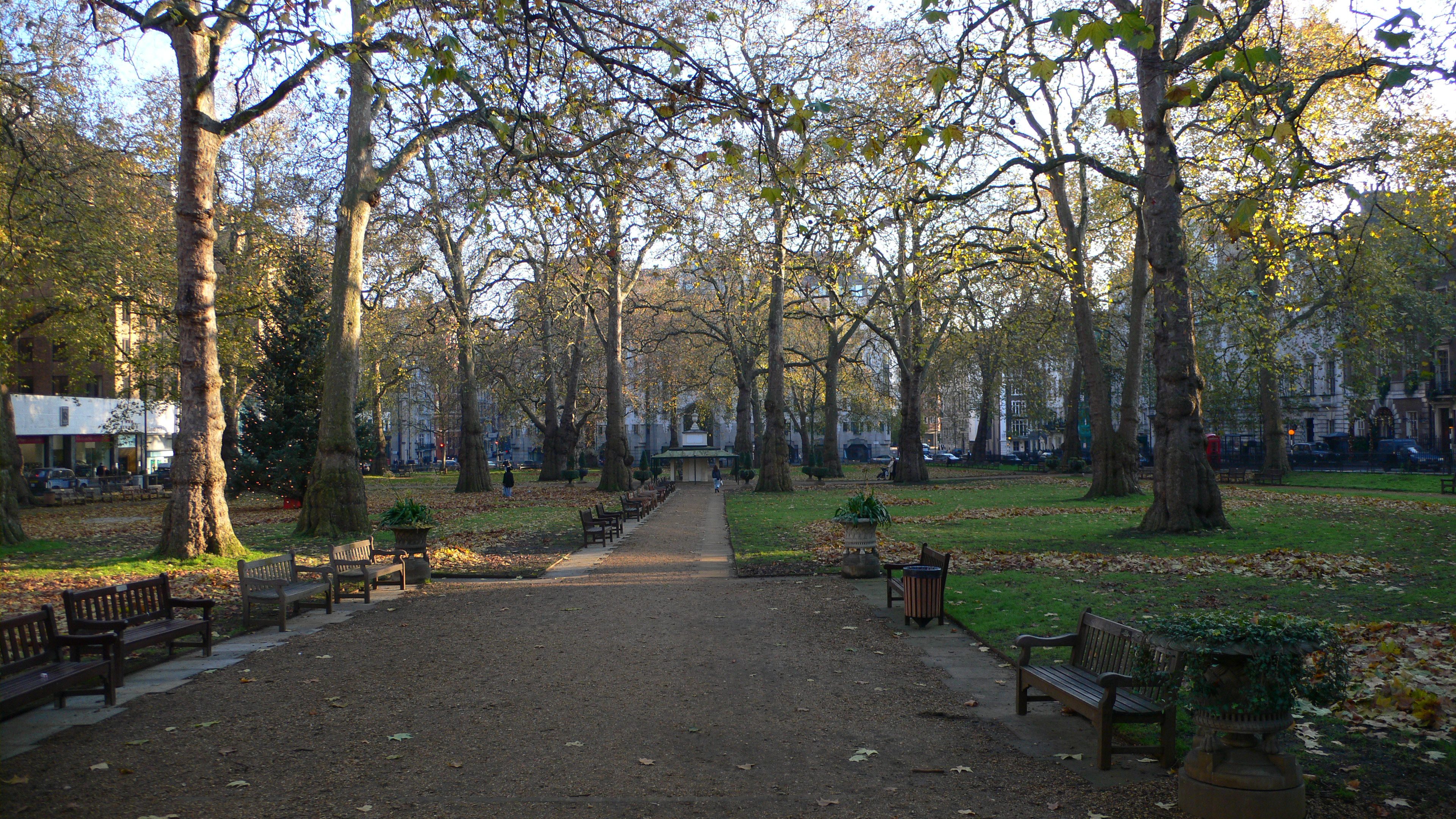
Berkeley Square

Berkeley Square /ˈbɑrkliː/ är ett torg i West End, i den brittiska huvudstaden London i City of Westminster. 
Det ritades i mitten av 1700-talet av arkitekten William Kent. Torget är uppkallat efter den förnäma Gloucestershirefamiljen med samma namn som bodde i Berkeley House, vilket stod intill torget fram till 1733. Huset var deras residens i London när de inte bodde i sitt hem i Gloucestershire, Berkeley Castle.
Träden som omger torget är bland de äldsta i centrala London och planterades 1789. Gunter's Tea Shop, dock grundat under ett annat namn år 1757, återfinns också här.

## Torget i populärkulturen
- Gengångaren på Berkeley Square, film från 1933 med Leslie Howard.
- A Nightingale Sang in Berkeley Square, sång från 1940 skriven av Manning Sherwin och Eric Maschwitz, som framförts bland annat av Vera Lynn och Glenn Millers orkester.
- The Ghosts of Berkeley Square, film från 1947 med Robert Morley och Felix Aylmer.
- A Nightingale Sang in Berkeley Square, film från 1979 i regi av Ralph Thomas.
- Berkeley Square, miniserie från 1998, producerad av och visad på BBC.
- P.G. Wodehouses fiktiva karaktär Bertie Wooster bor i en lägenhet vid Berkeley Square, tillsammans med sin betjänt Jeeves, inte långt ifrån  Drones Club (Drönarklubben) i böckerna om Jeeves och Wooster.